# 国家宪法日
国家宪法日是《中华人民共和国宪法》实施六十年后，中华人民共和国全国人民代表大会“为了增强全社会的宪法意识，弘扬宪法精神，加强宪法实施，全面推进依法治国”而设立的宪法宣传教育日。2014年12月4日是中华人民共和国首个国家宪法日。2014年10月23日，中国共产党第十八届中央委员会第四次全体会议通过《中共中央关于全面推进依法治国若干重大问题的决定》，提出将每年12月4日定为国家宪法日。2014年11月1日，第十二届全国人民代表大会常务委员会第十一次会议表决通过《关于设立国家宪法日的决定》，以立法形式予以确定。

## 简介
1982年12月4日，新制订的第四部《中华人民共和国宪法》（即“八二宪法”）由全国人民代表大会公告公布施行。
2001年4月26日，中共中央、国务院转发的《中央宣传部、司法部关于在公民中开展法制宣传教育的第四个五年规划》中确定：“将我国现行宪法实施日即12月4日，作为每年一次的全国法制宣传日。”自2001年起，每年12月4日成为全国法制宣传日。
2001年，中国人民大学法学院院长、中国宪法学研究会会长韩大元建议，将12月4日定为国家宪法日。2012年，在八二宪法颁布实施30年之际，韩大元又专门撰文呼吁设立国家宪法日。
2014年10月23日中国共产党第十八届中央委员会第四次全体会议通过的《中共中央关于全面推进依法治国若干重大问题的决定》提出，“将每年十二月四日定为国家宪法日”，同时决定建立宪法宣誓制度。
2014年11月1日，第十二届全国人民代表大会常务委员会第十一次会议通过《全国人民代表大会常务委员会关于设立国家宪法日的决定》，“将12月4日设立为国家宪法日。国家通过多种形式开展宪法宣传教育活动。”